# 1984 (polski zespół muzyczny)
1984 – polski zespół nowofalowy.

## Historia
Powstał w styczniu 1985 w Rzeszowie, założony przez gitarzystę Piotra „Mizernego” Liszcza, wokalistę Krzysztofa „Bufeta” Barę, basistę Wojciecha „Pancernego” Trześniowskiego i perkusistę Leszka Cielaka. W tym składzie zespół zagrał swój pierwszy koncert na rzeszowskim przeglądzie „Rock Plus”. Na początku maja muzycy dokonali pierwszych nagrań dla Radia Rzeszów („Rapsodia”, „Teologie”, „Dwie chwile”, „Sny 84” i „Zielony świat”) już z nowym perkusistą Januszem „Borysem” Gajewskim, drugim wokalistą Romanem „Smutnym” Rzucidło oraz drugim gitarzystą Maćkiem Ćwiekiem. Niewiele później miejsce „Bufeta” zajął Paweł „Czester” Tauter.
Zespół w tym czasie przygotował nowe utwory („Specjalny rodzaj kontrastu”, „Tu nie będzie rewolucji” i „Biała chorągiewka”), które w sierpniu zaprezentował przed jarocińską publicznością, a następnie na festiwalach „Róbrege” i „Poza kontrolą” (już z Maciejem Miernikiem w składzie na miejscu Ćwieka).
W Jarocinie zespół został sfilmowany przez ekipę Piotra Łazarkiewicza, który wówczas, kręcił film dokumentalny Fala. W 1987 muzycy dokonali kolejnych nagrań w studiu III Programu PR na zlecenie Rozgłośni Harcerskiej. Latem pojawili się po raz kolejny na festiwalu w Jarocinie, gdzie zostali ponownie sfilmowani. W tym roku również ukazał się pierwszy singel pt. „Tu nie będzie rewolucji”.
Na przestrzeni 1987–1988 zarejestrowano w rzeszowskim studiu RSC materiał na debiutancki album pt. Specjalny rodzaj kontrastu, który miał się ukazać w barwach Klubu Płytowego Razem. Do wydania płyty nie doszło wskutek zaginięcia oryginalnych taśm. Materiał ujrzał światło dzienne dopiero w 2003 roku odtworzony na podstawie zachowanych kopii.
W 1988 na składance Radio nieprzemakalnych pojawił się utwór „Sztuczne oddychanie”. W tym okresie Gajewskiego zastąpił Dariusz „Czarny” Marszałek, Tauter wyemigrował do USA, a Trześniowskiego, który w tym czasie razem z Rzucidło grali w Aurorze Marek Kisiel (ex – No Smoking). Obowiązki wokalisty wziął w tym czasie „Mizerny” (po dzisiejszy dzień). W 1989 muzycy nagrali kolejny album Radio niebieskie oczy Heleny wydany w 1991 roku. Między 1989 a 1994 rokiem zespół zagrał wiele koncertów m.in. występując w kolejnych edycjach festiwalu w Jarocinie. W 1994 ukazał się kolejny album Anioł w tlenie.
W 1995 do zespołu powrócił „Pancerny”, zastępując Kisiela, który również udał się na emigrację do USA. W 1996 na miejsce „Czarnego” przyszedł Grzegorz Wesołowski, którego wkrótce zmienił Ziemowit Nyzio. Aktywność 1984 w tym czasie zmalała. Przez skład zespołu przewinęło się wówczas wiele osób (m.in. Andrzej Paprot). W 1999 muzycy zagrali m.in. na „Castle Party”. W 2003 r. 1984 wznowiło działalność koncertową, a w 2006 członkowie zespołu (duet: Liszcz i Robert Tuta z Agressivy 69) przystąpili do pracy nad nowym albumem, który ukazał się w roku następnym pt. 4891.
W 2015 zespół zagrał koncert z okazji XXX-lecia i reaktywował się w starym składzie: Mizerny, Pancerny, Borys plus Alma Bury i Sebastian Bełz. W 2018 do zespołu dołączył wokalista Mariusz Bukowski (ex m.in. Processs, Danse Macabre, Bozon Higsa) Po okresie próbnym, jego współpraca z 1984 została zakończona z końcem wiosny 2018 roku.
Dyskografię grupy uzupełniają dwie kasety: Why Not? i Three Faces rozpowszechniane przez zespół (1989/1990).
W 2020 roku ukazał się nowy album grupy o nazwie Piękny jest świat.
1984 zagrało w ramach Green ZOO Festival w krakowskim klubie Re, 10 czerwca 2022, w składzie Piotr Liszcz, Alma Bury.  
Podczas 20 lecia Old Skull, 5 kwietnia 2024 roku, w pierwszym dniu festiwalu zespół wystąpił w klubie Hydrozagadka razem z Wieże Fabryk i brytyjskim Section 25, natomiast drugiego dnia zaprezentowały się - polskie: Ksy, Miguel and the Living Dead i francuski Corpus Delicti.  Zespół wystąpił w dwuosobowym składzie: Piotr Liszcz (gitara, śpiew) i Alma Bury (instrumenty elektroniczne).

## Dyskografia

### Albumy
- Radio niebieskie oczy Heleny – CD (1991, Hit Records)
- Anioł w tlenie – MC (1994, Akar)
- Radio niebieskie oczy Heleny / Anioł w tlenie – CD (1996, Boofish Records)
- Specjalny rodzaj kontrastu – CD (2003, Boofish Records)
- 4891 – CD (2007, Love Industry)
- Why Not? – LP (2011, Pasażer)
- Live – CD (2015, RKDF)
- XXX – CD (2015, RKDF)
- W hołdzie fanatykom marszu – CD, LP (2018, Pasażer)
- Piękny jest świat – CD (2020, Antena Krzyku)
- Projekt Loebl – CD, LP (2023, Antena Krzyku)
- Zawieje – CD (2024, Requiem Records)

### Single
- „Tu nie będzie rewolucji” – SP (1987, Tonpress)
- „Całe miasto śpi” – CD (2007, Love Industry)

Single na Liście Przebojów Programu Trzeciego
| Rok  | Tytuł                            | Najwyższa pozycja | liczba tygodni |
| ---- | -------------------------------- | ----------------- | -------------- |
| 1987 | Specjalny rodzaj kontrastu       | 25                | 10             |
| 1987 | Ferma hodowlana                  | 23                | 7              |
| 1988 | Wstajemy na raz, śpiewamy na dwa | 31                | 9              |
| 1989 | 60 razy na godzinę               | 48                | 1              |

### Bootlegi
- Why Not? – MC (1989)
- Three Faces – MC (1990)
- Zawieje vol. XXVIII – CDr (2023, Requiem Records)

### Kompilacje
- Radio nieprzemakalnych – LP (1988, Wifon) – utwór: „Sztuczne oddychanie”
- Fala 3 – MC (1991, Start) – utwór: „Animal Farm” („Ferma hodowlana” – angielska wersja)
- Polish New Wave – CD (1997, Mathaus) – utwory: „Tu nie będzie rewolucji”, „Krucjata”, „Specjalny rodzaj kontrastu”, „W hołdzie fanatykom marszu (Idziemy)” i „Biała chorągiewka”
- Breakout Festiwal 2007 – Wysłuchaj mojej pieśni Panie – CD, DVD (2009, Metal Mind Productions) – utwór: „Wielki ogień”

## Muzyka w filmie
- Tu nie będzie rewolucji – fragment utworu wykorzystany w dokumentalnym filmie Beats of Freedom – Zew wolności z 2009 roku w reżyserii  Leszka Gnoińskiego i Wojciecha Słoty.